# Leioproctus laticeps
Leioproctus laticeps är en biart som först beskrevs av Heinrich Friese 1906.  Leioproctus laticeps ingår i släktet Leioproctus och familjen korttungebin. Inga underarter finns listade i Catalogue of Life.